# Baeotis sulphurea
Baeotis sulphurea is een vlindersoort uit de familie van de prachtvlinders (Riodinidae), onderfamilie Riodininae.
Baeotis sulphurea werd in 1869 beschreven door R. Felder.